# Rumex albescens
Rumex albescens är en slideväxtart som beskrevs av Wilhelm B. Hillebrand. Rumex albescens ingår i släktet skräppor, och familjen slideväxter. Inga underarter finns listade i Catalogue of Life.